# Mexicalapa
Mexicalapa är en ort i Mexiko.   Den ligger i kommunen El Porvenir och delstaten Chiapas, i den sydöstra delen av landet, 900 km sydost om huvudstaden Mexico City. Mexicalapa ligger 1 788 meter över havet och antalet invånare är 113.
Terrängen runt Mexicalapa är bergig åt nordväst, men åt sydost är den kuperad. Runt Mexicalapa är det ganska tätbefolkat, med 78 invånare per kvadratkilometer. Närmaste större samhälle är Motozintla de Mendoza, 6,9 km sydost om Mexicalapa. Omgivningarna runt Mexicalapa är en mosaik av jordbruksmark och naturlig växtlighet.